# Mount Elbert
Der Mount Elbert ist der höchste Berg in den nordamerikanischen Rocky Mountains. Mit 4399 m ist der Fourteener außerdem der zweithöchste Berg in den Contiguous United States, der neunzehnthöchste der Vereinigten Staaten insgesamt, und der höchste des US-Bundesstaates Colorado. Der Berg liegt im Lake County ungefähr 16 km südwestlich von Leadville, im San Isabel National Forest nahe der Twin Lakes im Zentrum des Staates Colorado.
Der Berg wurde nach dem US-amerikanischen Politiker Samuel Hitt Elbert benannt, der eine aktive Rolle in der formativen Zeit des US-Bundesstaates wahrnahm und Gouverneur von Colorado in den Jahren 1873 und 1874 war. Henry W. Stuckle bestieg den Gipfel 1874 und war erster namentlich erwähnter Besteiger des Berges. Der Mount Elbert gilt technisch als nicht besonders schwierig zu besteigen, weshalb er auch als gentle giant (dt. sanfter Riese) bezeichnet wird.

## Geographie
Der Berg liegt im San Isabel National Forest. Denver ist ca. 209 km und Aspen ist ca. 64 km entfernt. Der Mount Elbert ist der höchste Berg Colorados. Genau so wie er gehören auch zwei benachbarte Bergmassive (Mount Massive und La Plata Peak) in die Liste der Fourteener (Berge die über vierzehntausend Fuß hoch sind).
Die klimatischen Bedingungen sind sehr wechselhaft, nachmittags treten vermehrt Gewitter auf, weiter ist ganzjährig im Gipfelbereich Schnee möglich.

## Geologie
Der Mount Elbert ist Teil der Sawatch Range. Diese entstand in der Laramischen Gebirgsbildung vor ca. 28 Millionen Jahren. Die Gipfel der Gegend waren früher stark vergletschert. Die Gletscher hinterließen charakteristische Gipfelformationen und andere Besonderheiten. So wurden beim Gletscherrückgang z. B. auf der Ostseite vulkanisches und metamorphes Gestein abgelagert.  Ebenfalls in der Ostflanke existieren Talkessel mit kleinen schmalen Gebirgsseen.  Auf der Nord- und Südseite entstanden durch natürliche Dämme größere Seen wie der Turquoise- und der Twin-See.
Am Berg sind viele große Quarzvorkommen anzutreffen. Der Gipfelbereich des Berges besteht jedoch größtenteils aus metamorphem Gestein aus dem Präkambrium.
Im Vergleich zu anderen Bergen ähnlicher Höhe besitzt der Mount Elbert wenige Firnfelder, was darauf zurückzuführen ist, dass der Berg aufgrund seiner Lage und Form eine weniger effektive Wetterbarriere darstellt als umliegende Gebirgszüge und dadurch die Niederschlagsmenge geringer ist.

## Flora und Fauna
Der Gipfelbereich ist weitestgehend karges alpines Gelände. Oberhalb der Baumgrenze sind verschiedene Pflanzen anzutreffen, die in alpinen Höhenlagen überleben können (typische Hochgebirgsflora).
In den unterschiedlichen Vegetationsstufen sind Tierarten wie der Braunbär, Murmeltiere und Taschenratten anzutreffen. Andere typische Vertreter der Gebirgsfauna wie Raufußhühner, Wapitis oder Steinböcke können ebenfalls, vorzugsweise im Sommer, beobachtet werden.

## Zustiege

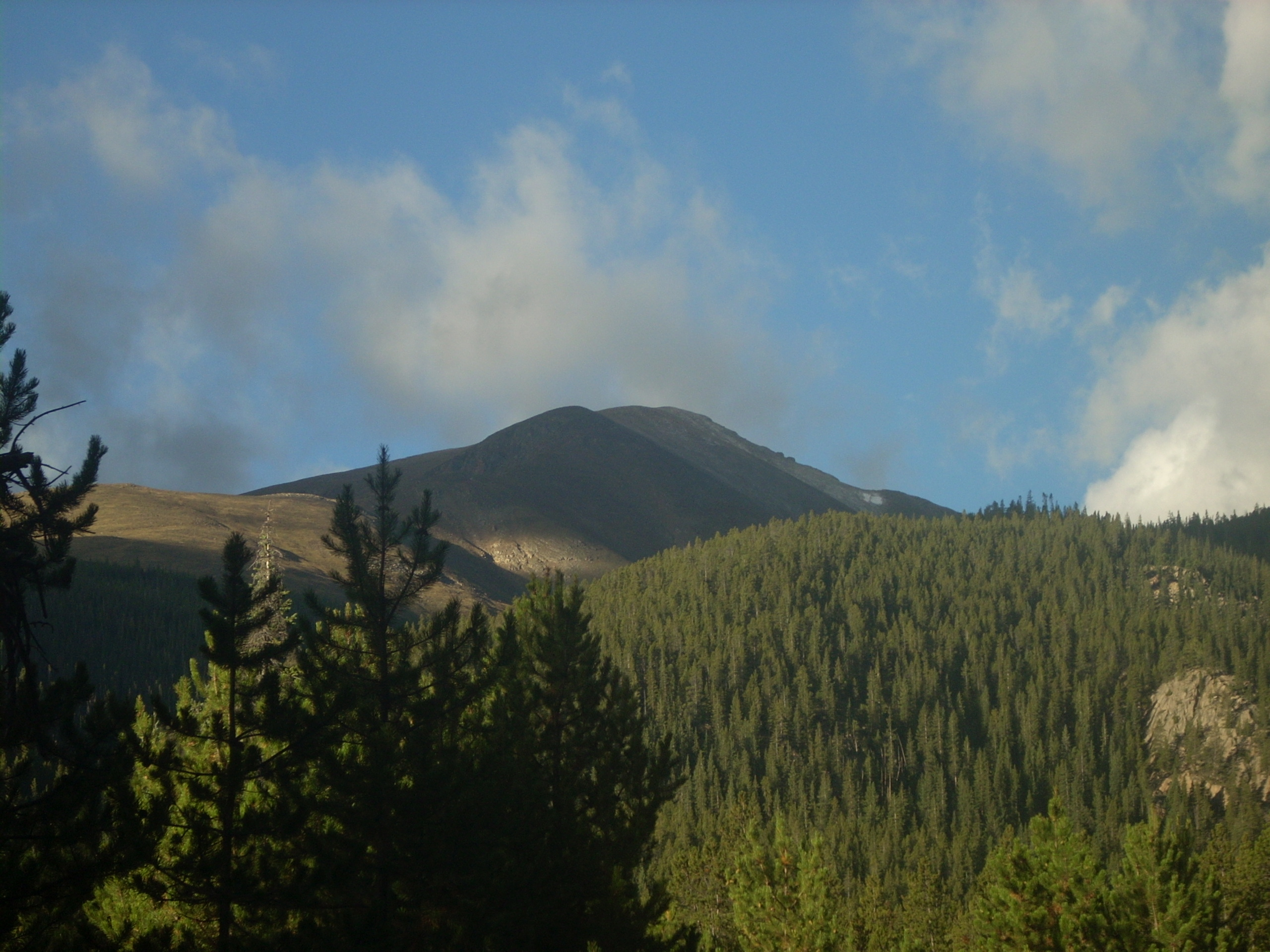
Die Nord-Ost-Bergflanke

Es gibt drei Hauptrouten, um auf den Gipfel zu gelangen. Bei allen drei Routen werden ungefähr 1200 Höhenmeter überwunden. Die Standardroute auf den Gipfel kann vom Colorado Trail aus erreicht werden, der durch die Ostflanke führt. Der 7,4 Kilometer lange North Elbert Trail beginnt nahe dem Elbert Creek Campground und überwindet 1400 Höhenmeter. Der Weg wird oft von Mountainbikern, Reitern und in der Saison von Jägern genutzt. Eine einfachere, aber längere Route ist der South Elbert Trail mit ca. 8,9 km Länge, die ebenfalls ca. 1400 Höhenmeter überwindet. Von Süden steigt man hier auf die östliche Bergflanke.
Die schwierigste Route führt über den Black Cloud Trail, der, abhängig von den Qualitäten des Bergsteigers, bis zu vierzehn Stunden in Anspruch nimmt. Auf dieser Route werden ca. 1600 Höhenmeter überwunden. Außerdem wird der Südgipfel des Mount Elbert (4308 m) überschritten. Es gibt weitere Routen, die von Westen und Südwesten beginnen, etwa am South Halfmoon Creek Trailhead und am Echo Canyon Trailhead.
Alle Zustiege verlangen körperliche Fitness, spezielle bergsteigerische oder klettertechnische Kenntnisse sind jedoch nicht erforderlich. Die größte Gefahr am Berg stellt die Höhe dar. Das Auftreten der Höhenkrankheit ist selbst bei akklimatisierten Bergsteigern nicht gänzlich auszuschließen.